# Marine Johannès
Marine Johannès  (nacida el 21 de enero de 1995 en Lisieux, Francia) es una jugadora de baloncesto francesa que pertenece a la plantilla de New York Liberty en la WNBA y de Lyon ASVEL Féminin en la liga femenina de baloncesto de Francia. Con 1.78 metros de estatura, juega en la posición de escolta.
Desde 2015 forma parte de la selección nacional y con ella ha participado en los Juegos Olímpicos de Río de Janeiro 2016, donde acabó en la cuarta posición, y en los Juegos Olímpicos de Tokio 2020, donde consiguió la medalla de bronce.

## Palmarés con la selección nacional de Francia
| Campeonato Europeo de Baloncesto | Campeonato Europeo de Baloncesto | Campeonato Europeo de Baloncesto | Campeonato Europeo de Baloncesto |
| Año                              | Lugar                            | Medalla                          |                                  |
| -------------------------------- | -------------------------------- | -------------------------------- | -------------------------------- |
| 2017                             | República Checa                  | Medalla de plata                 |                                  |
| 2019                             | Serbia y Letonia                 | Medalla de plata                 |                                  |
| 2021                             | Francia y España                 | Medalla de plata                 |                                  |